# Parafia Wniebowzięcia Najświętszej Maryi Panny w Przecławiu

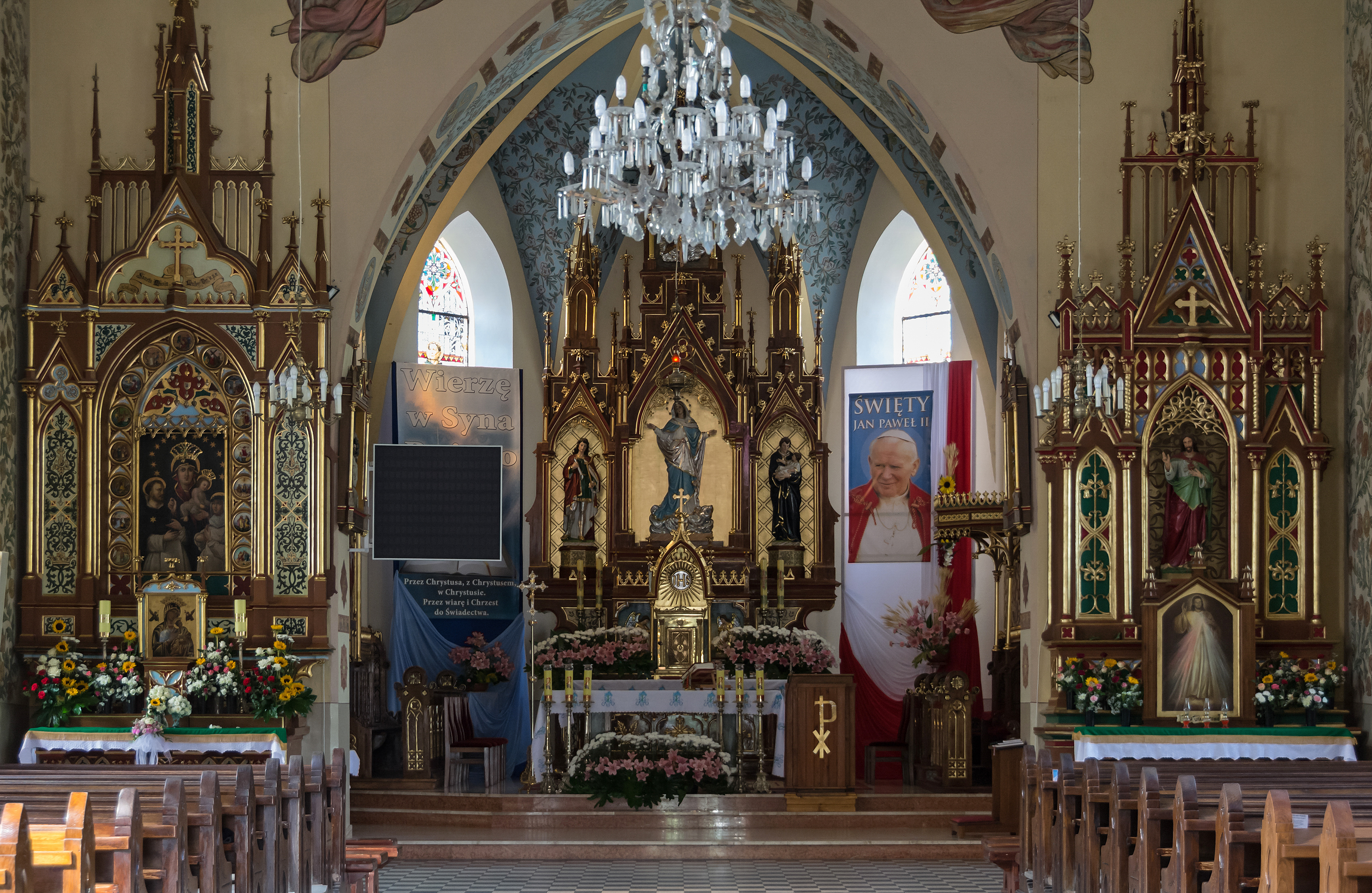
Wnętrze kościoła parafialnego w Przecławiu

Parafia pw. Wniebowzięcia Najświętszej Maryi Panny w Przecławiu – parafia rzymskokatolicka znajdująca się w diecezji tarnowskiej w dekanacie Mielec Południe. Erygowana w XIV wieku. Mieści się przy ulicy Kolejowej. Prowadzą ją księża diecezjalni. Od 12 sierpnia 2023 roku proboszczem parafii jest ks. Krzysztof Orzeł, który zastąpił na tym stanowisku ks. prał. Stanisława Kudlika (2007–2023).

## Historia
Budowę pierwszego drewnianego kościoła rozpoczęto w Przecławiu w roku 1258. W roku 1457 dziedzic Przecławia Stanisław Ligęza ufundował nowy kościół na miejscu dawnego. Obecny murowany kościół Wniebowzięcia NMP został wybudowany na wzgórzu w latach 1881–1886 w stylu neogotyckim.

## Zasięg parafii
Do parafii należą wierni z Przecławia oraz z wsi: Błonie, Podole, Tuszyma, Wólka Błońska, Wólka Podolska i Wylów.